# Montagny-près-Yverdon
Montagny-près-Yverdon är en ort och kommun i distriktet Jura-Nord vaudois i kantonen Vaud, Schweiz. Kommunen har 775 invånare (2023).